# Nongpoh
Nongpoh és una ciutat amb comitè (town area committee) de Meghalaya, capital del districte de Ri Bhoi, Índia. Està situada a 25° 54′ N, 91° 53′ E / 25.9°N,91.88°E a uns 485 metres d'altitud. Segons els cens del 2001 la població era de 13.165 habitants.